# Roztyly (stanice metra)
Roztyly (zkratka RO) jsou stanice metra v Praze, nacházející se v Horních Roztylech (název zaniklé osady převzalo místní sídliště) na území Chodova, na sídlišti Jižní Město, na provozním úseku II.C trasy C. Pod názvem Primátora Vacka byla uvedena do provozu roku 1980. Pracovní název byl Spořilov. Původně byly Horní Roztyly včetně stanice metra na katastru Záběhlic, v roce 1987 bylo jejich území převedeno z katastrálního území Záběhlice do katastrálního území Chodov a novou hranicí se stala rychlostní komunikace 5. května, pražské pokračování dálnice D1.

## Charakteristika stanice
Stanice je hloubená, mělce založená ve stavební jámě. Je dlouhá 268,7 m (včetně elektrotechnických instalací), 6 m hluboko. Nástupiště je velká hala o šířce 9,96 m a výšce 3,45 m, která je obložená přírodními keramickými tvarovkami a není podpíraná sloupy. Z nástupiště vede jedno pevné schodiště k jedinému vestibulu. Ten je povrchový, ze tří stran prosklený. Na povrchu je umožněn přestup na autobusovou dopravu, je zde zajištěna obsluha přilehlého sídliště a lesoparku. Výstavba stanice na konci 70. let minulého století si vyžádala náklady ve výši 166 milionů Kčs.
V roce 2015 byla stanice bezbariérově zpřístupněna pomocí osobního výtahu a zároveň byla provedena rekonstrukce výstupu ze stanice.

## Fotografie

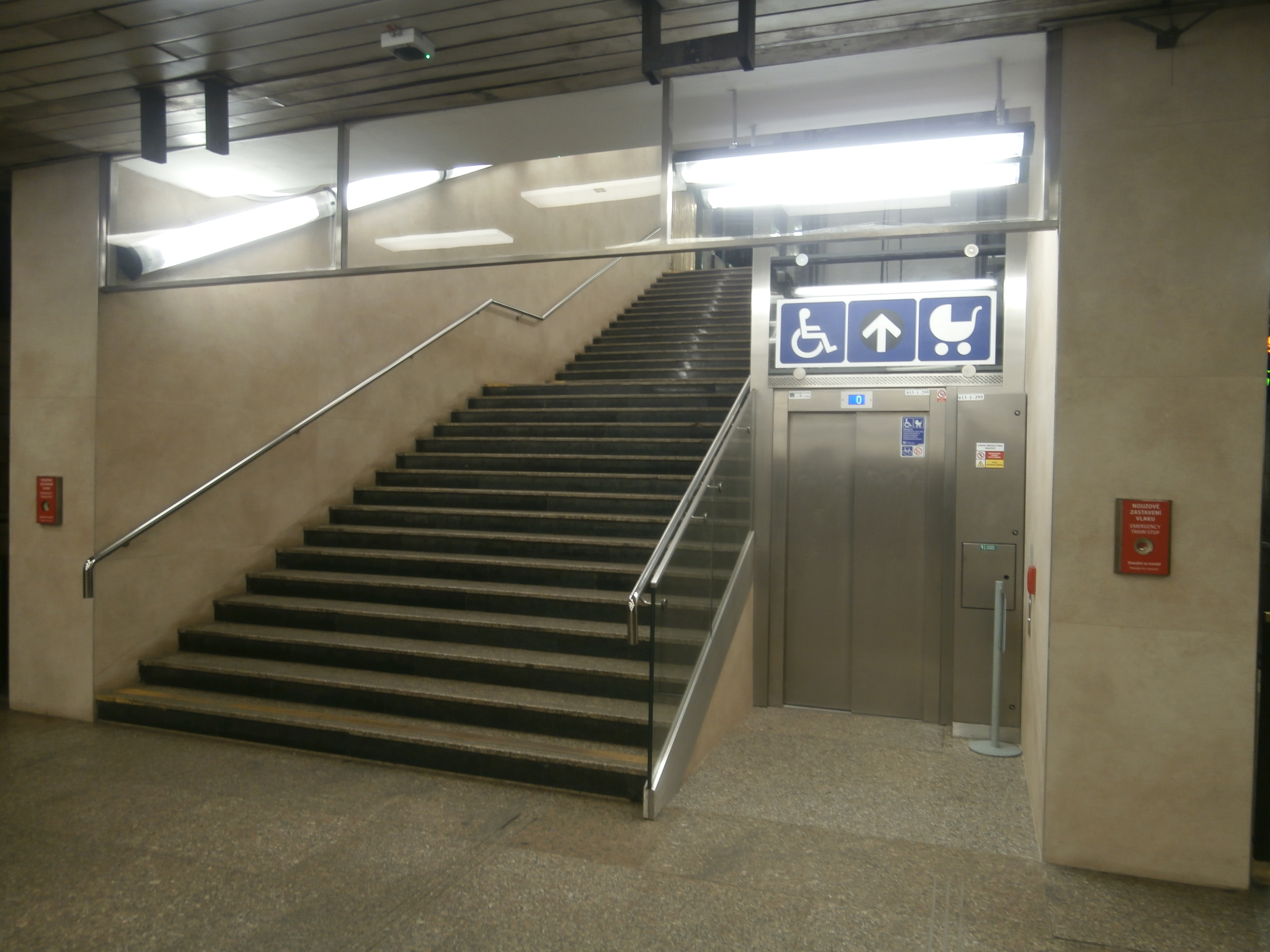
Pohled z nástupiště na výstup ze stanice
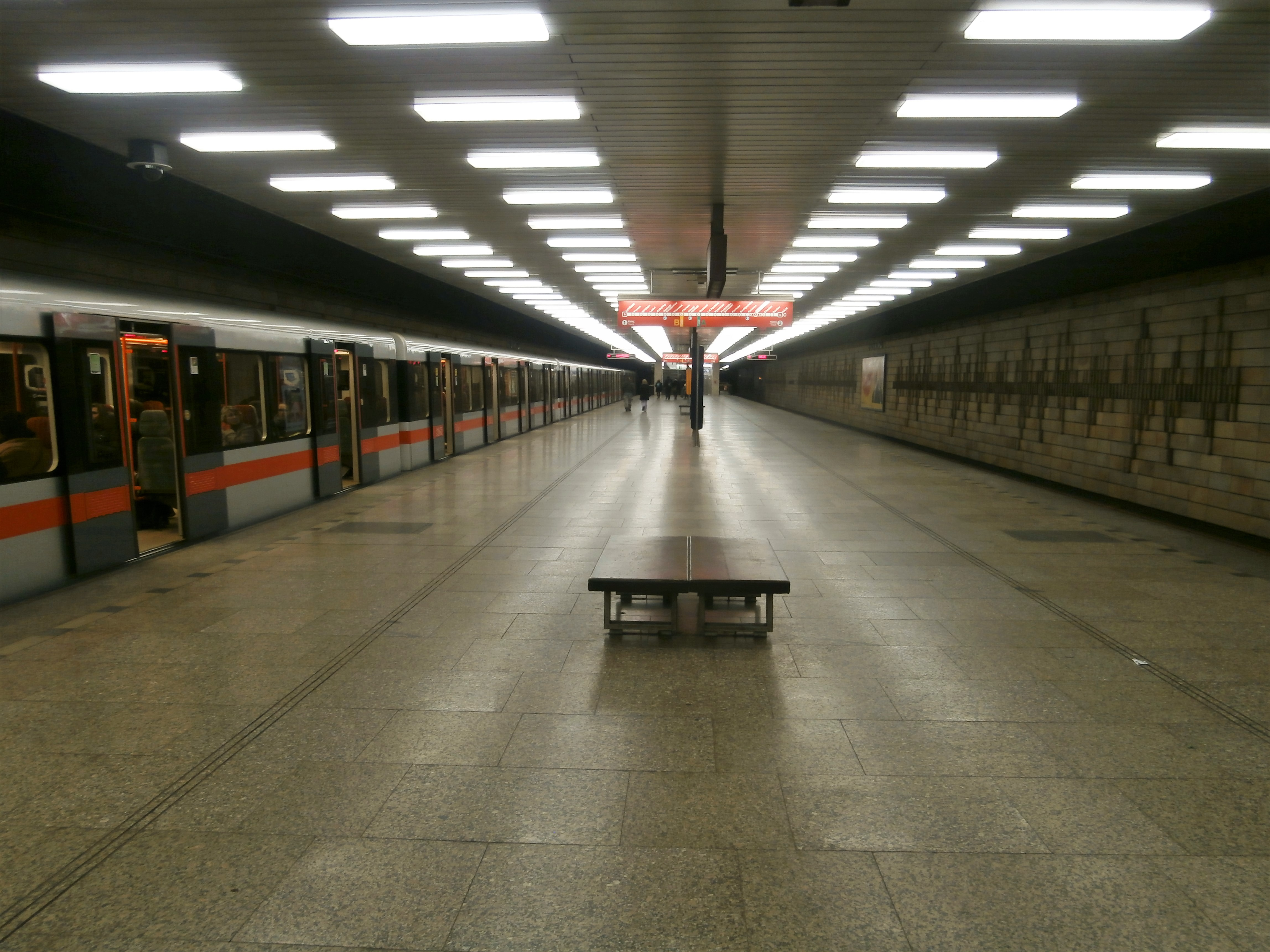
Nástupiště stanice se soupravou metra M1